# Koszykówka na Letniej Uniwersjadzie 2015
Koszykówka na Letniej Uniwersjadzie 2015 – zawody koszykarskie rozgrywane podczas Letniej Uniwersjady 2015 w Gwangju. W programie znalazły się dwie konkurencje – turniej kobiet i mężczyzn.
Złoty medal w turnieju kobiet zdobyła reprezentacja Stanów Zjednoczonych, srebrny Kanady, a brązowy Rosji. W turnieju mężczyzn najlepsze okazały się, Stany Zjednoczone, które wyprzedziły Niemcy. Trzecią pozycję zajęła Rosja.

## Klasyfikacje medalowe

### Wyniki konkurencji
| Konkurencja:     | 1. miejsce        | 2. miejsce | 3. miejsce |
| Turniej kobiet   | Stany Zjednoczone | Kanada     | Rosja      |
| Turniej mężczyzn | Stany Zjednoczone | Niemcy     | Rosja      |

### Klasyfikacja medalowa państw
| Lp. | Państwo           |   |   |   | Ogółem |
| --- | ----------------- | - | - | - | ------ |
| 1.  | Stany Zjednoczone | 2 | 0 | 0 | 2      |
| 2.  | Kanada            | 0 | 1 | 0 | 1      |
| 3.  | Niemcy            | 0 | 1 | 0 | 1      |
| 4.  | Rosja             | 0 | 0 | 2 | 2      |